# Nieuwe Jeruzalem
Het Nieuwe Jeruzalem (ook wel Hemels Jeruzalem genoemd) komt uit een visioen in het nieuwtestamentische boek Openbaring van Johannes 21:10-22:5, waar staat dat aan het einde van de apocalyps een nieuwe stad, een Nieuw Jeruzalem, zal verrijzen. Dit gebeurt nadat de oude hemel en aarde zijn verdwenen.

## Omschrijving van de stad
Johannes zag de "heilige stad Jeruzalem" uit de hemel neerdalen, bij God vandaan. De stad schitterde als jaspis.
De stad had een hoge muur, met twaalf poorten; bij elk van deze poorten staat een engel. Op elke poort staat de naam van een van de twaalf stammen van Israëls zonen. De stadsmuur had twaalf grondstenen, waarop de namen van de twaalf apostelen van het Lam staan.
De stad was vierkant en werd gemeten door de gesprekspartner van Johannes. De stad was 12.000 stadie hoog, lang en breed. De stadsmuur was 144 el en gemaakt van jaspis.
De stad zelf was  van zuiver goud, helder als glas. De grondstenen waren versierd met allerlei edelstenen, elke grondsteen zijn eigen edelsteensoort: jaspis, lazuursteen, kornalijn, smaragd, sardonyx, sarder, olivijn, aquamarijn, topaas, turkoois, granaat en amethist.
De twaalf stadspoorten waren twaalf parels, elke poort een parel op zich. De straten van de stad waren van zuiver goud en schitterden als glas.
Johannes zag geen tempel in de stad, want God was haar tempel, met het Lam. De stad had geen licht van de zon of van de maan nodig. God en het Lam waren het licht in de stad. De volken zouden in haar licht leven en de koningen op aarde brengen daar hun eerbewijzen. De poorten van de stad zouden overdag nooit gesloten worden, en nacht zou het er niet meer zijn. Alles wat 'verwerpelijk was en iedereen die zich met gruwelijke dingen en leugens inliet' kwam de stad niet binnen, alleen zij die in het Boek des Levens stonden, het boek van het Lam.
Dwars door de stad liep een kristalheldere rivier met water dat leven gaf en ontsprong aan de troon van God en het Lam. Aan beide kanten van de rivier stond een levensboom. Deze gaf twaalf soorten vruchten af, elke maand zijn eigen vrucht. De bladeren van de boom brachten de volken genezing. Er zou niets meer zijn waar nog een vloek op rust. De troon van God en van het Lam zouden daar in de stad staan. Zijn dienaren zouden Hem vereren en Hem met eigen ogen zien en zijn naam staat op hun voorhoofd.

## Interpretatie
In sommige interpretaties binnen het christendom wordt het Nieuwe Jeruzalem gezien als een fysiek en/of spiritueel herstelde versie van Jeruzalem. In andere interpretaties wordt het gezien als de Kerk als verblijfsplaats van de heiligen.
Volgens sommige chiliastische christenen zal het Nieuwe Jeruzalem tijdens het Duizendjarig vrederijk boven de aarde zweven en zullen de gelovigen van daaruit de aarde en het universum regeren. Dat doen zij met Jezus Christus, die voorlopig troont in het oude aardse Jeruzalem, als de door de profeten beloofde grote Koning van Israël. Na het duizendjarig rijk, het verdwijnen van de oude hemel en aarde en de Dag des oordeels komt er een nieuwe hemel en aarde waarop het hemelse Nieuwe Jeruzalem zal neerdalen en voor altijd de woonplaats van God en de gelovigen zal zijn.